# 生神女福音祭

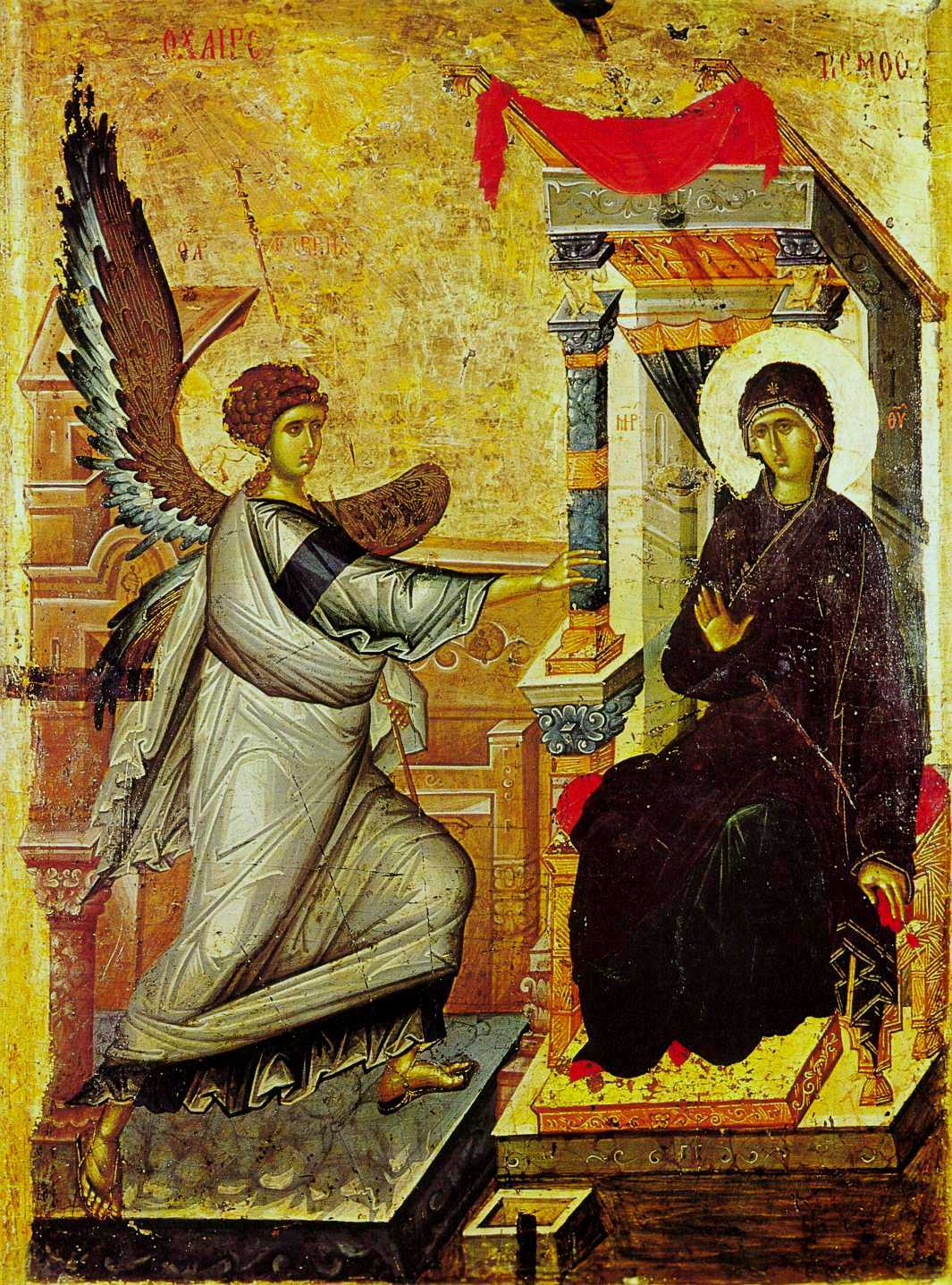
イコン：生神女福音祭のイコン。オフリドのもの。

生神女福音祭（しょうしんじょふくいんさい）は、生神女マリヤを天使ガウリイル（ガブリエル）が訪れイエス・キリスト（日本ハリストス正教会ではイイスス・ハリストス）の母となることを告げ、マリヤがそれに応じたことを記念する正教会の祭日である。復活大祭に次いで重要視される12の祭：十二大祭のひとつである。グレゴリオ暦では現在4月7日に行われる。カトリック教会の受胎告知に相当する。
- ギリシャ語 - Ευαγγελισμός της Θεοτόκου
- ロシア語 - Благовещение Пресвятой Богородицы
- 英語 - Annunciation

正教会では、マリヤは自分では罪を犯さなかったものの、人祖アダムとエヴァの陥罪によってもたらされた世界の汚れから、この応諾の時点で恩寵により浄められたと考える。応諾が無ければ、人類が救いに与る事も無かったとも解釈されている。
この応諾におけるマリヤの従順さは、旧約において智慧の木の実を食べないよう命じられていたのにもかかわらず蛇の誘いに乗って智慧の木の実を食べてしまったエヴァの不従順と対照的なものであるとされ、従順に神の意思を受け入れる生神女マリヤを生涯の模範とするよう正教会では教えられる。
なお日付は降誕祭から逆算されたものであるが、今日では降誕の日付の史実性は疑問視されている。